# 酒井忠存

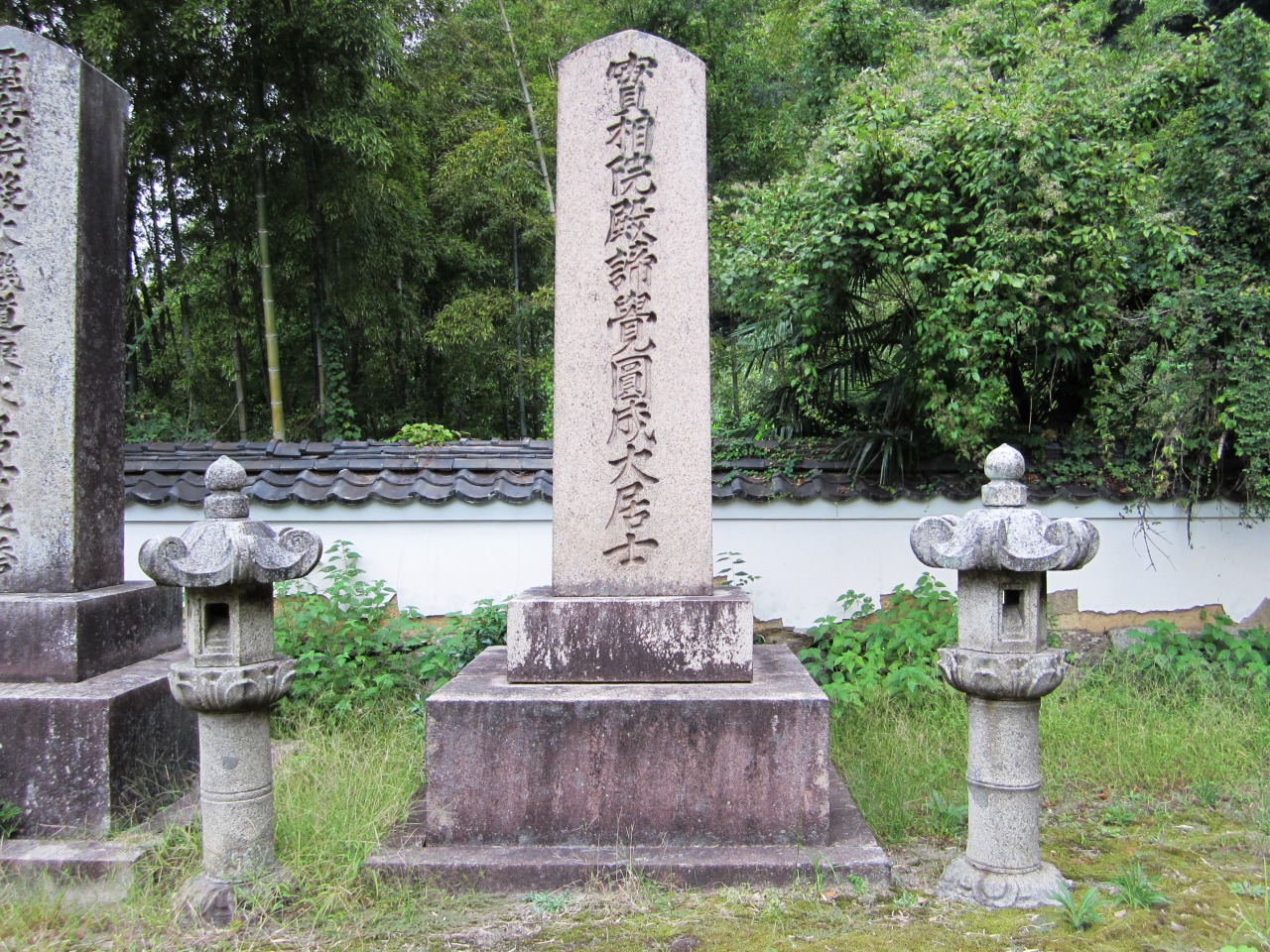
空印寺の墓

酒井 忠存（さかい ただあきら）は、若狭小浜藩の第6代藩主。小浜藩酒井家7代。
第5代藩主・酒井忠音の三男。兄の忠通と忠竜が早世していたため、享保20年（1735年）の父の急死に伴って家督を継いだが、元文5年（1740年）8月22日、嗣子の無いまま21歳で死去した。弟の忠用が跡を継いだ。

## 系譜
- 父：酒井忠音
- 母：家女房
- 正室：無し
  - 養子：酒井忠用 - 実弟